# Mistrzostwa Europy w Wioślarstwie 1924
26. Mistrzostwa Europy w Wioślarstwie odbyły się w 1924 r. w szwajcarskim Zurychu (po raz 2. w historii). Zawodnicy rywalizowali w 6 konkurencjach wioślarskich (debiut dwójki bez sternika) na pobliskim Jeziorze Zuryskim. 

## Medaliści
| Konkurencja                 | Złoto | Srebro | Brąz | Źródło      |
| --------------------------- | --- | --- | --- | ----------- |
| M1x (jedynka)               | Josef Schneider | Marc Detton | Gustav Zinke | [ 1 ]       |
| M2x (dwójka podwójna)       | Szwajcaria Rudolf Bosshard · Heini Thoma                                                                                       | Francja Gaston Giran · Alfred Plé | Belgia Marcel Roman · Victor Denis | [ 2 ] [ 3 ] |
| M2- (dwójka bez sternika)   | Szwajcaria Alois Reinhard · Willy Siegenthaler                                                                                 | Holandia Willy Rösingh · Teun Beijnen | – | [ 4 ]       |
| M2+ (dwójka ze sternikiem)  | Holandia Willy Rösingh · Teun Beijnen · C.J.A. van Lummel (sternik)                                                            | Szwajcaria Edouard Schädeli · Willy Müller · Gottfried Steiner (sternik)                                                                                                | Włochy Ercole Olgeni · Giovanni Scatturin · Gino Sopracordevole (sternik)                                                                                              | [ 5 ]       |
| M4+ (czwórka ze sternikiem) | Holandia Jo Brandsma · Jacob Brandsma · Dirk Fortuin · Jean van Silfhout · Louis Dekker (sternik)                              | Szwajcaria Walter Bleuler · Max Pfeiffer · Kurt Pfeiffer · Arthur Schweizer · Werner Ottiger (sternik)                                                                  | Belgia P. van Daele · J. Wybo · M. Casteleyn · Achille Mengé | [ 6 ]       |
| M8+ (ósemka)                | Holandia Simon Bon · Roelof Hommema · G.J. Keller · B.G.M. van Ogtrop · C.P. Elsen · M.C. Fennema · Paul Maasland · Ted Cremer | Szwajcaria Karl Schöchlin · Hans Schöchlin · Arnold Reymond · Hans Wendling · Heinrich Hauser · Hans Hauser · Julien Comtesse · Moritz Müller · Werner Studer (sternik) | Czechosłowacja Emil Ordnung · Ferdinand Brožek · Vladimir Knop · Viktor Langer · Otakar Votík · Karel Knop · Stanislav Bouška · Ivan Schweizer · Josef Jabor (sternik) | [ 7 ]       |

## Klasyfikacja medalowa
| Miejsce | Reprezentacja  | Złoto | Srebro | Brąz | Razem |
| ------- | -------------- | ----- | ------ | ---- | ----- |
| 1.      | Szwajcaria     | 3     | 3      | 0    | 6     |
| 2.      | Holandia       | 3     | 1      | 0    | 4     |
| 3.      | Francja        | 0     | 2      | 0    | 2     |
| 4.      | Belgia         | 0     | 0      | 2    | 2     |
| 4.      | Czechosłowacja | 0     | 0      | 2    | 2     |
| 6.      | Włochy         | 0     | 0      | 1    | 1     |
| Razem   | Razem          | 6     | 6      | 5    | 17    |